# اخراج آسیایی‌ها از اوگاندا

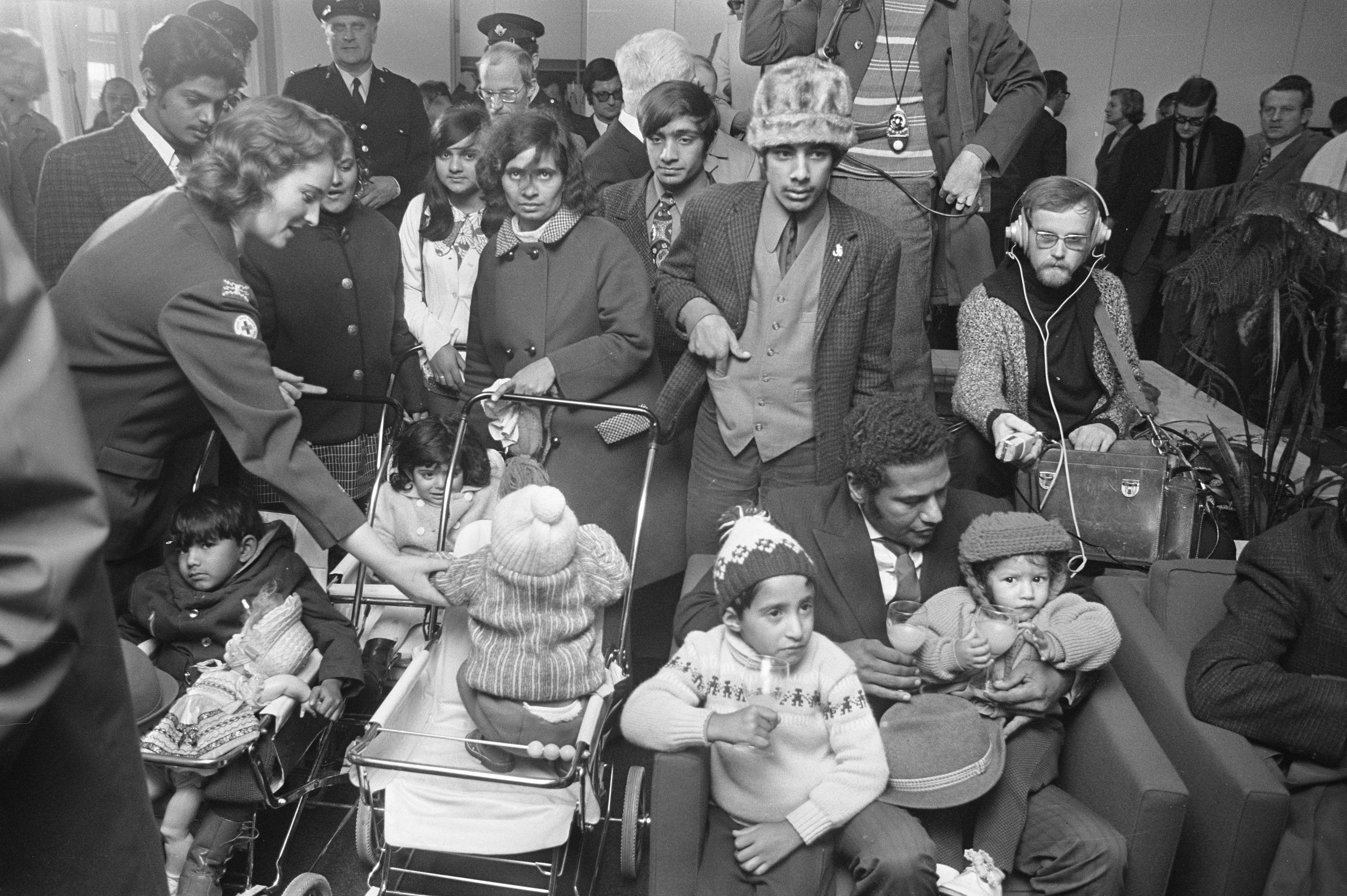
تصویر اخراج آسیایی ها از اوگاندا

در اوایل اوت ۱۹۷۲، رئیس‌جمهور اوگاندا، عیدی امین، دستور اخراج اقلیت هندی کشورش را صادر کرد و به آنها ۹۰ روز فرصت داد تا کشور را ترک کنند. در زمان اخراج، حدود هشتاد هزار نفر هندی‌الاصل در اوگاندا بودند که درخواست شهروندی بیست و سه هزار نفر از آنها بررسی و پذیرفته شد. این اخراج همزمان با احساسات ضد هندی و برتری سیاه‌پوستان در اوگاندا صورت گرفت و امین، اقلیتی از هندی‌ها را به خیانت، عدم ادغام و تخلف‌های تجاری متهم کرد، ادعاهایی که رهبران هندیان نمی‌پذیرفتند. امین با این استدلال که اوگاندا را به اوگاندایی‌های اصیل بازمی‌گرداند، از اخراج هندی‌ها دفاع می‌کرد.
بسیاری از کسانی که اخراج شدند شهروندان بریتانیا و مستعمراتش بودند و ۲۷۲۰۰ نفر از اخراجی‌ها به بریتانیا مهاجرت کردند. از دیگر پناهندگانی که در آمارها ثبت شده‌اند، شش هزار نفر به کانادا رفتند، چهار هزار و پانصد پناهجو به هند و دو هزار و پانصد نفر به کنیا یا پاکستان رفتند. در مجموع، حدود ۵۶۵۵ شرکت، دامداری، مزرعه، و املاک کشاورزان همراه با خودرو، خانه و سایر کالاهای خانگی مصادره شد.
این اخراج، آسیب زیادی هم به اقتصاد اوگاندا و هم به تصویر بین‌المللی‌اش وارد کرد. بسیاری از رهبران جهان، این اخراج را محکوم کردند و چندین کشور، به ویژه بریتانیا و هند، روابط دیپلماتیک خود را با اوگاندا در پی این موضوع قطع کردند. اقتصاد اوگاندا دچار افت قابل‌توجهی در زمینه تولید ناخالص داخلی شد زیرا بسیاری از بومی‌های اوگاندایی، به دلیل نداشتن تخصص، نمی‌توانستند از کسب‌وکارهای تازه‌به‌دست‌آمده بهره‌ای ببرند. پس از اینکه یووری موسوینی رئیس‌جمهور اوگاندا شد، برخی از هندی‌اوگاندایی‌ها در دهه ۱۹۹۰ به کشورشان بازگشتند که همین به بهبود اقتصاد کمک شایانی کرد.